# 野化

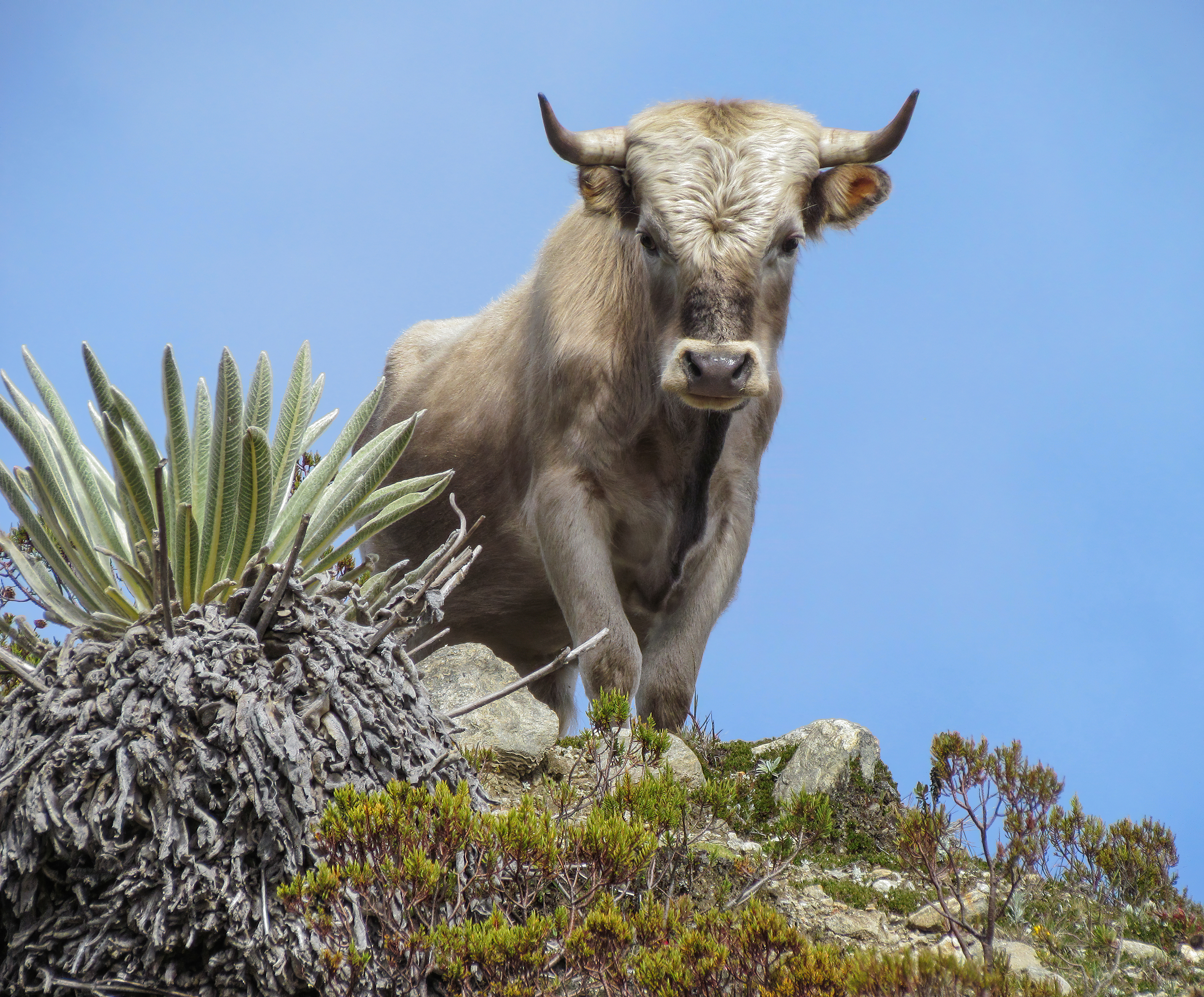
委内瑞拉内华达山脉国家公园的野牛

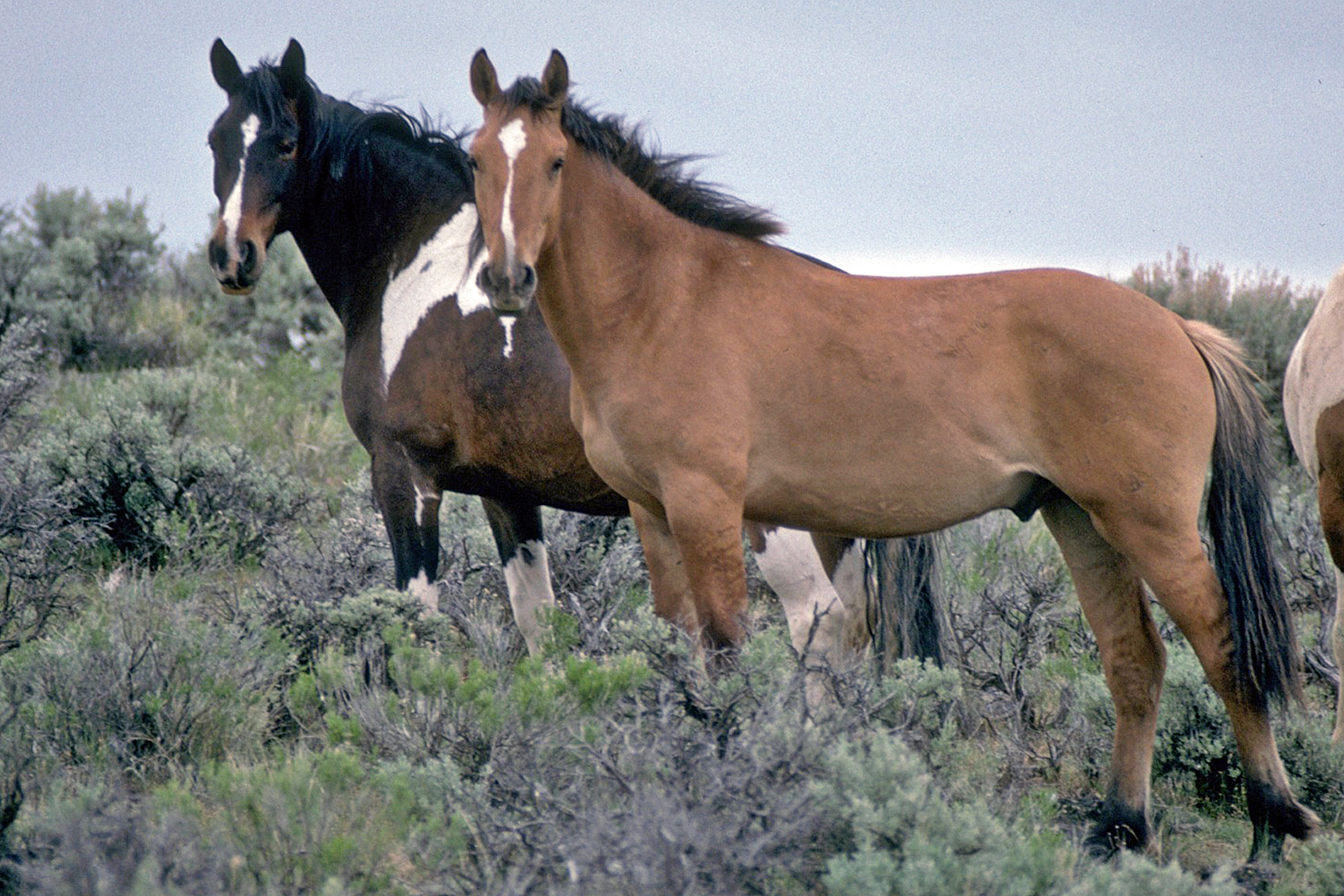
俄勒冈州境内的一对野马

野化（源自拉丁語：“野兽”）是指曾被驯化的动植物或其后代摆脱了人工控制的生活环境而变回自由栖息的野生动物。与引入物种一样，野化动植物一旦进入非其自然进化的栖息地会扰乱新环境原有的生态系统，甚至彻底变成入侵物种通过竞争导致原生物种的灭绝。剿除野化物种因此是海岛恢复的一个重点。

## 动物

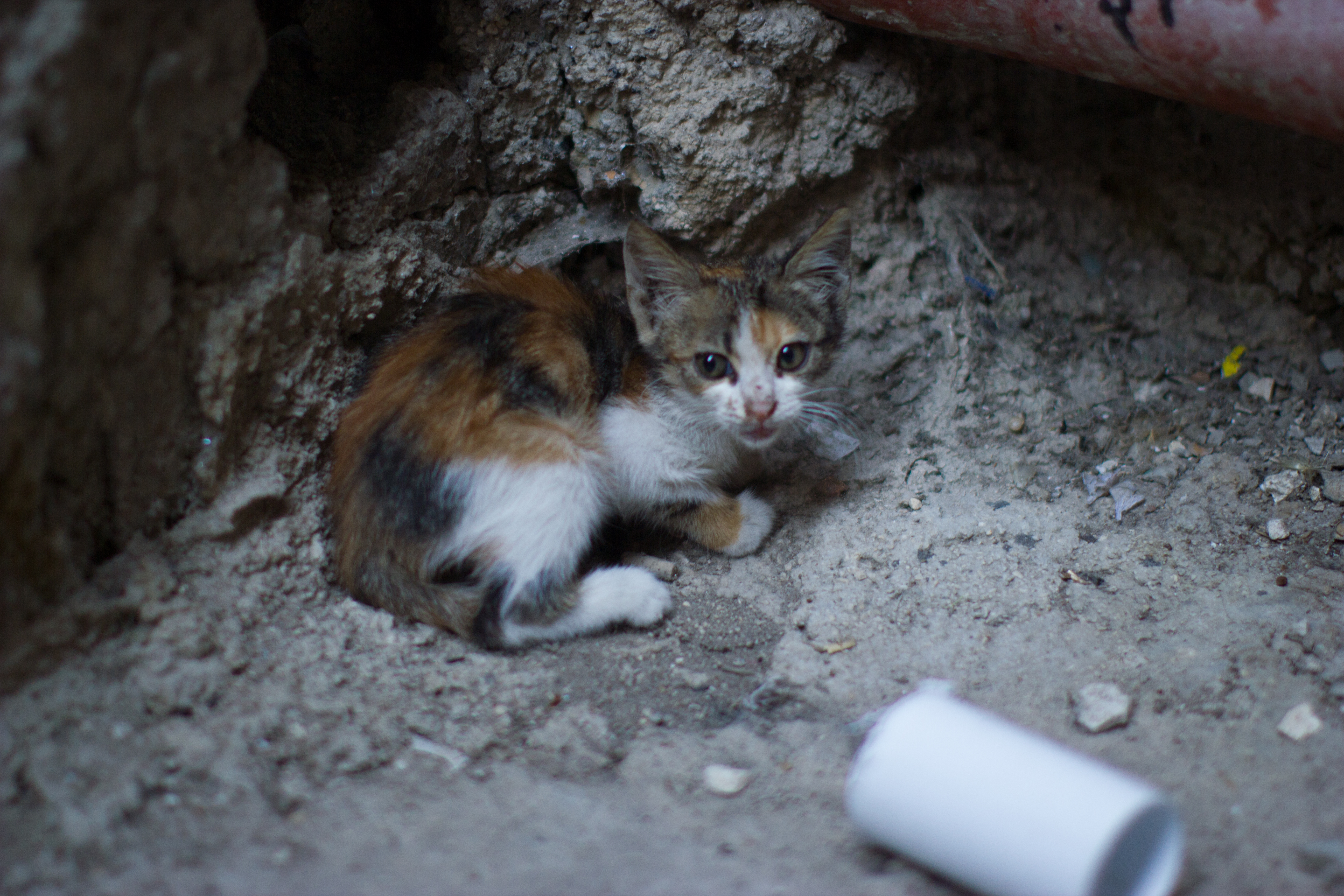
巴勒斯坦纳布卢斯的流浪猫

野化动物（feral animal）或野畜是指从脱离家养或圈养环境并如同野生动物一样在自然环境中或在人类聚居地附近以不受人为控制的状态自由栖息的驯养动物（包括家畜和宠物），或这些动物野化后繁衍的直系后代。常见的例子包括野狗、野猫、野兔、野猪、野山羊、野马、野骆驼、野驴等等，但是不包括被捕捉后再次逃脱（比如动物园逃走的狮、狼、熊等）或被放归自然的野生动物（比如海雕）。
一些被水产养殖的水生动物也可以逃离进入到当地自然水体变成野化物种。最有名的例子是北美的亚洲鲤鱼，其中鲢鱼和鳙鱼最初是被引进用来控制开放式养鱼场和废水处理厂中的藻华问题，但是在1970年代密西西比河发生洪水后很快就进入并扩散到整个流域，并且因为这些逃鱼的后代都有很强的跳跃能力，经常在空中与过往船只的乘员相撞。

## 植物

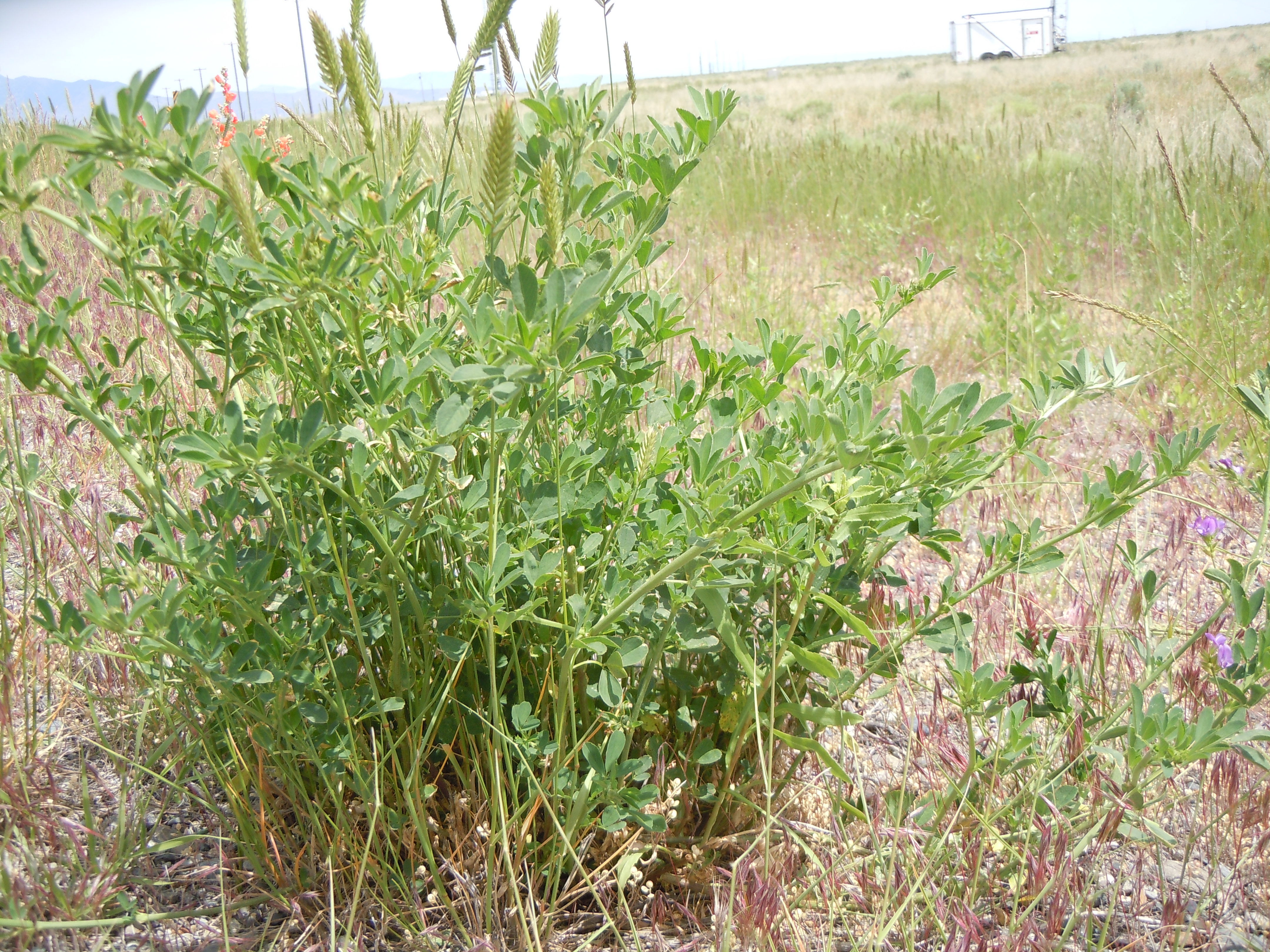
移植占领了公路边的紫苜蓿

野化植物（feral plant）也称“逃离植物”（escaped plant）、“引入植物”（introduced plant）或“归化植物”（naturalized plant）；生长过剩并开始扰乱生态系统的品种则通常被定义为“入侵植物”（invasive plant），因为大部分是草本植物因此也称“有害野草”（noxious weed）。和野化动物一样，野化植物在新环境内因为缺乏天敌拥有很强的竞争优势，并且可以通过传粉与当地其它野生品种发生杂交。此外，野化的农作物会带来将一些转基因作物特性（比如抗药性）传给野草的风险。

## 变量

许多脱离圈养的野鸽仍然栖息在人群密集的都市地区

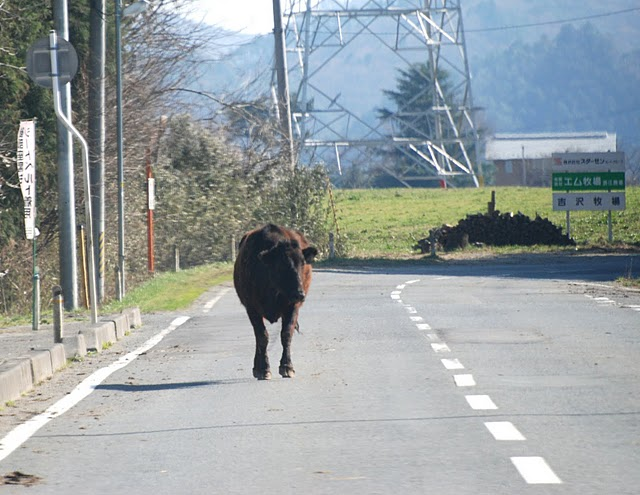
2011年东日本大震灾时逃出圈养的家牛在已经人员撤离的福岛县浪江町街道上闲逛，许多逃走的家畜如果未能被重新捕获则都会变成野畜

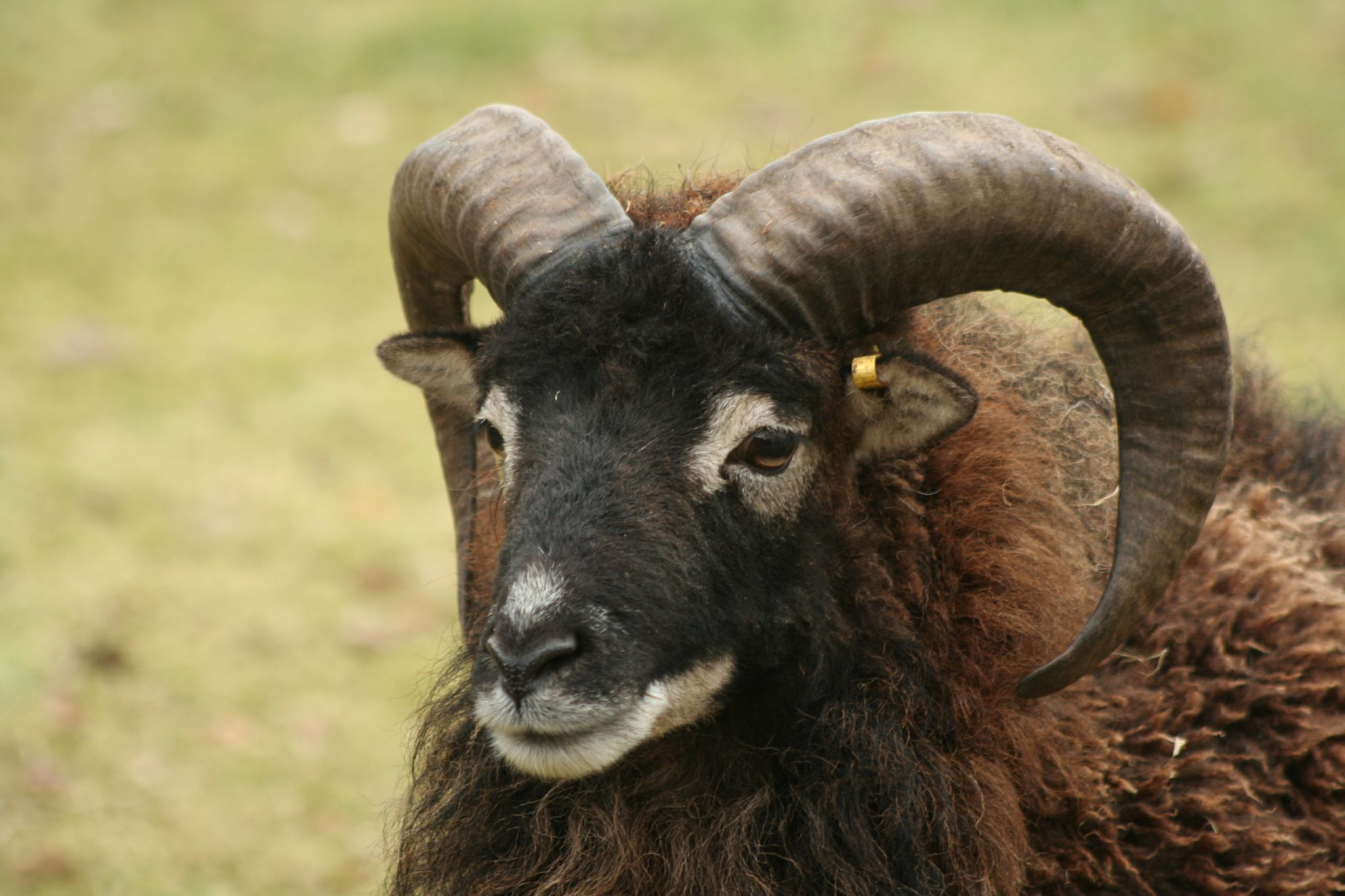
苏格兰圣基尔达群岛的索厄野绵羊

一些物种可以非常容易的就野化成功，甚至可以主动扩散很远并成为对新环境具有入侵性的物种；而另一些则一旦脱离了圈养或栽培的环境就很难生存；另一些则可以做到野外生存，但不能距离人造环境太远。而野化成功与否的终极标准是寿命，因为这决定了物种可以成功繁育后代的概率和数量。而物种群进入野化过程的时间长度和规模与其成功潜能并没有很好的相關价值。

## 野化的影响

### 生态冲击
野化的物种群可以通过捕食野生物种或与原生物种争夺生存空间和资源，对其进入的生态系统产生显著的冲击。野化动植物因为是短期内非自然出现的外来种，在新的环境内不存在能有效制约其扩散的天敌，因此构成了入侵物种的大部分；并且因为会带入一些原生物种不具有免疫力的疾病，所以会严重威胁濒危物种的生存。但如果之前人类活动已经使得一些重要的原生基石物种消失破坏了生态平衡，野化物种也可能会填补空出的生态位，达到对新环境的兼容归化，起到增加生物多样性的作用。

### 基因污染
一些驯化过的动物仍可以和野生型亚种交配出有繁衍力的杂交种，造成对天然原生基因池的基因污染，有时会威胁珍稀品种的基因特性甚至导致灭绝。著名的案例包括绿头鸭、野猪、原鸽、红原鸡、鲤鱼和鲑鱼。澳洲野狗也因为和其他野化犬种杂交，使得原版的纯种野狗变得稀少甚至灭绝。苏格兰的研究人员也讲述野猫与野化家猫发生了混血。

### 经济伤害
许多野化动物会滞留在之前的人造栖息地附近，因而会和仍然圈养或放牧的家畜争夺食物和水源发生竞争冲突，并且可能破坏栅栏、啃食并破坏作物和牧场植被、造成更多的家畜逃离圈养、并且将一些有入侵性的野草种子通过粪便或皮毛钩挂带入种植区。美国西部的野马就成被认为是野化物种与家畜冲突的一个例子，同样的例子还包括澳大利亚和非洲的野山羊。而野化动物与家畜发生意外杂交也会破坏一些养殖户进行纯种培育的活动，并且可能将野生传染病和寄生虫带给家畜。在印度，农户因为野狗攻击造成经济损失的情况很常见。

### 经济益处
许多野化动物因为有和人类共处的经历，警惕性低于纯野生动物，可以更容易被重新捕获并充当非常有经济价值的动物产品资源。在波利尼西亚和美拉尼西亚的大部分地区，野猪是当地人口的动物蛋白主要来源。在1971年《野生自由漫步马和驴法案》（Wild and Free-Roaming Horses and Burros Act）制定之前，美洲野马是被例行捕杀并提供上市销售的马肉。在澳大利亚，野山羊、野猪和野骆驼也被大量捕获用于肉食出口。甚至有一段时期，有些家畜会被故意释放到无人居住的地区（通常是海岛），作为失踪受困的人员（通常为水手）在需要时可以获取的储备食源。

### 科学价值
野化动物的数量是研究种群动态很好的材料，特别在生态学和动物行为学方面，对改善畜牧业品种很有帮助。
在保护生物学中，将动物园圈养保留的物种或已被驯化的亚种重新再引入到自然环境中野化可以起到部分恢复受损生态系统的作用。

### 文化和历史价值
美洲野马因为与浪漫主义和美国旧西部历史的怀旧关联，自1971年开始就受到法律保护。
罗马尼亚政府之前批准将多瑙河三角洲莱泰亚森林的野马的整个种群猎杀殆尽，但在多个环保组织的介入后开始考虑将其保护并转变成旅游景点。目前多瑙河三角洲野马虽免于被官方猎杀，但其最终的命运仍然未知，因为其法律地位尚未确立，而当地人仍认为可以为了自身利益随意处置这些野马。 